# Piti (Guam)
Piti es una ciudad localizada en la costa oeste de Guam. En ella se encuentra el puerto Apra que es el puerto comercial de Guam; además, en Piti están las centrales energéticas de la isla, específicamente en la colonia industrial.

## Educación
La educación pública de Guam sirve la zona.
Jose Rios Middle School está en Piti.